# یواس‌اس پول (دی‌ئی-۱۵۱)
یواس‌اس پول (دی‌ئی-۱۵۱) (به انگلیسی: USS Poole (DE-151)) یک کشتی با طول ۳۰۶ فوت (۹۳ متر) بود. این کشتی در سال ۱۹۴۳ ساخته شد.